# Championnats de France de triathlon longue distance 2008
Navigation
Édition précédente Édition suivante
Cet article présente les résultats du Championnats de France de triathlon longue distance 2008, qui a eu lieu à Belfort le dimanche 1er juin 2008.

## Championnat de France de triathlon longue distance 2008

### Résultats

#### Homme
|        | Triathlète        | Temps           |
| ------ | ----------------- | --------------- |
| Or     | Stéphan Bignet    | 3 h 41 min 43 s |
| Argent | François Chabaud  | 3 h 41 min 52 s |
| Bronze | Charly Loisel     | 3 h 43 min 51 s |
| 4      | sébastien Berlier | 3 h 45 min 52 s |
| 5      | Hervé Faure       | 3 h 46 min 51 s |
| 6      | Cyrille Mazure    | 3 h 47 min 33 s |
| 7      | Romain Guillaume  | 3 h 50 min 39 s |

#### Femme
|        | Triathlète         | Temps           |
| ------ | ------------------ | --------------- |
| Or     | Christel Robin     | 4 h 10 min 38 s |
| Argent | Delphine Pelletier | 4 h 22 min 40 s |
| Bronze | Caroline Perrin    | 4 h 25 min 37 s |
| 4      | Virginie Pilat     | 4 h 32 min 25 s |
| 5      | Pauline Chagnon    | 4 h 36 min 25 s |